# Vignot
Vignot település Franciaországban, Meuse megyében. Lakosainak száma 1277 fő (2022. január 1.). Vignot Commercy, Boncourt-sur-Meuse, Euville, Frémeréville-sous-les-Côtes, Girauvoisin, Geville és Lérouville községekkel határos.

## Népesség
A település népessége az elmúlt években az alábbi módon változott:
| Lakosok száma | 1057 | 1242 | 1283 | 1303 | 1293 | 1300 | 1309 | 1309 | 1299 | 1277 |
|               | 1968 | 1982 | 1990 | 2006 | 2013 | 2015 | 2017 | 2019 | 2020 | 2022 |